# Henriëtte van Nassau-Weilburg (1780-1857)

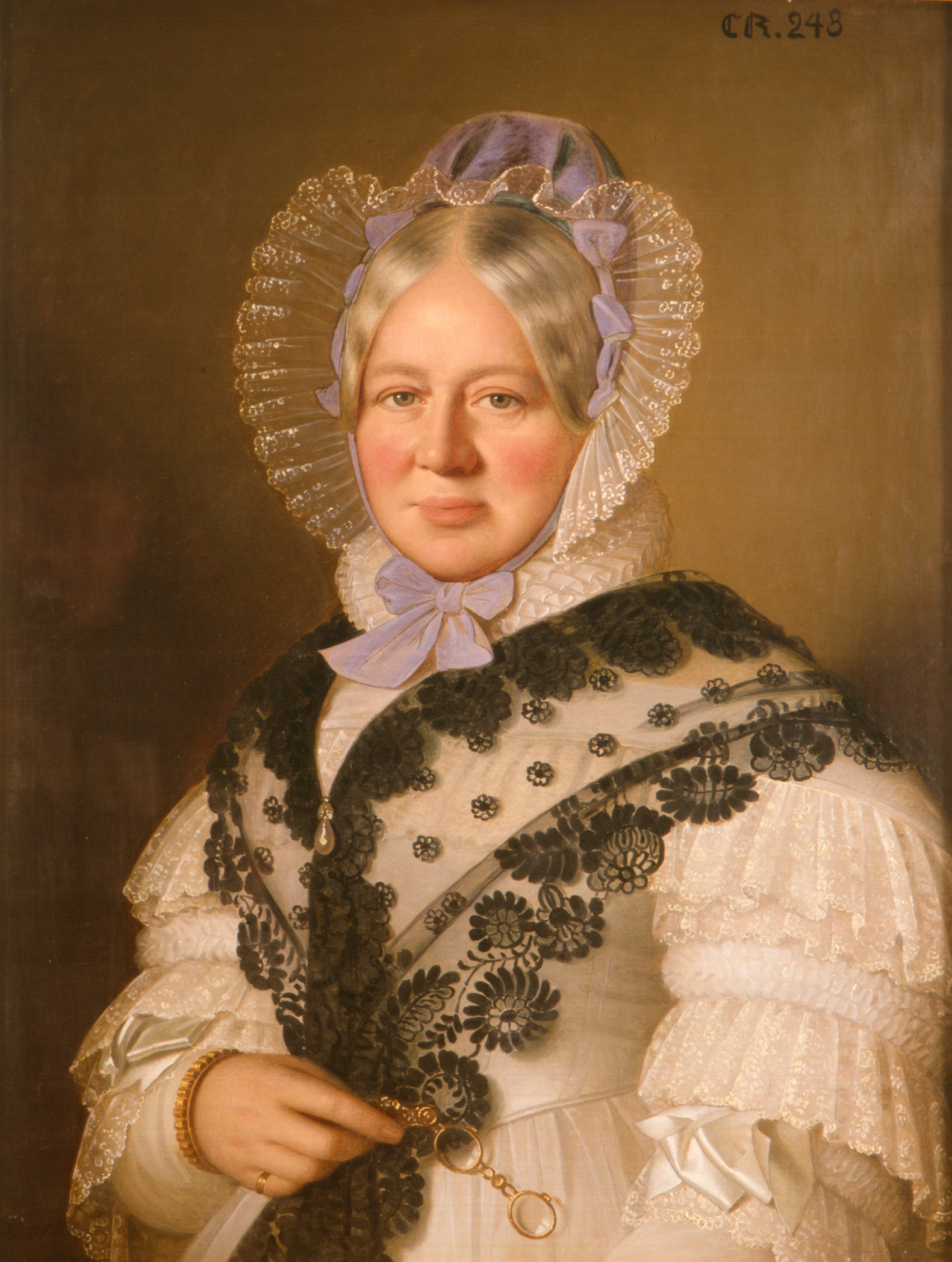
Henriëtte van Nassau-Weilburg

Henriëtte van Nassau-Weilburg (Kirchheimbolanden, 22 april 1780 - Kirchheim unter Teck, 2 januari 1857) was de zesde en jongste dochter van vorst Karel Christiaan van Nassau-Weilburg en prinses Carolina van Oranje-Nassau, dochter van prins Willem IV van Oranje-Nassau en prinses Anna van Hannover.

## Biografie
Nadat Henriëtte vroeg beide ouders verloren had, groeide ze op onder de hoede van haar oudste broer Frederik Willem. Haar echtgenoot was eerst officier in Pruisische dienst en vanaf 1800 generaal in Russische dienst. Zijn carrière bracht veranderende woonplaatsen met zich mee; Henriëtte vergezelde haar man voortdurend. Dienovereenkomstig bracht ze haar vijf kinderen op vijf verschillende plaatsen ter wereld.
Na onzekere jaren, waarin haar echtgenoot veel schulden maakte, bestemde zijn broer, koning Frederik I van Württemberg, vanaf 1811 Slot Kirchheim als permanente woonplaats van het gezin. Na de dood van haar echtgenoot ontwikkelde Henriette een sterke sociale betrokkenheid, die de stad Kirchheim tot vandaag vormt. Op haar verzoek was Albert Knapp, een geëngageerde vertegenwoordiger van het piëtisme, meerdere jaren predikant in Kirchheim unter Teck.
Veel sociale instellingen, zoals een kleuterschool (1838), het ziekenhuis (1840) of de vrijwillige brandweer, zijn op haar initiatief ontstaan. Ter gelegenheid van haar 150-jarige sterfdag heeft de stad Henriëtte in 2007 geëerd met een tentoonstelling. Henriëtte ontving het grootkruis van de Russische Orde van de Heilige Catharina.

## Huwelijk en kinderen
Henriëtte huwde te Schloss Eremitage bij Bayreuth op 28 januari 1797 met hertog Lodewijk Frederik Alexander van Württemberg (Treptow an der Rega, 30 augustus 1756 - Kirchheim unter Teck, 20 september 1817). Het huwelijk gold volgens sommige berichten als harmonieus.

Uit dit huwelijk werden de volgde kinderen geboren:
- Maria Dorothea (Karlsruhe, 1 november 1797 - Boeda, 30 maart 1855), huwde te Kirchheim unter Teck op 24 augustus 1819 met aartshertog Jozef van Oostenrijk, paltsgraaf van Hongarije (Florence, 9 maart 1776 - Boeda, 13 januari 1847).
- Amelie (Slot Wallisfurth bij Glatz, 28 juni 1799 - Altenburg, 28 november 1848), huwde te Kirchheim unter Teck op 24 april 1817 met hertog Jozef van Saksen-Altenburg (Hildburghausen, 27 augustus 1789 - Altenburg, 25 november 1868).
- Pauline (Riga, 2 of 4 september 1800 - Stuttgart, 10 maart 1873), huwde te Stuttgart op 15 april 1820 met koning Willem I van Württemberg (Lüben, Silezië, 27 september 1781 - Slot Rosenstein bij Stuttgart, 25 juni 1864).
- Elisabeth Alexandrine (Slot Würzau bij Mitau, 27 februari 1802 - Karlsruhe, 5 december 1864), huwde te Stuttgart op 16 oktober 1830 met prins en markgraaf Willem van Baden (Karlsruhe, 8 april 1792 - Karlsruhe, 11 oktober 1859).
- Alexander van Württemberg (Pavlovsk bij Sint-Petersburg, 9 september 1804 - Tüffer, Stiermarken, 4 juli 1885), huwde (morganatisch) te Wenen op 2 mei 1835 met gravin Claudine Rhédey von Kis-Rhéde (Erdö-Szent-György, 2 september 1812 - Pettau, 1 oktober 1841). Claudine werd 16 mei 1835 door de keizer van Oostenrijk verheven tot Gräfin von Hohenstein. Alexander was de grootvader van de Britse koningin Mary van Teck.

## Kwartierstaat
| Johan Ernst van Nassau-Weilburg (1664-1719) | Johan Ernst van Nassau-Weilburg (1664-1719) | Johan Ernst van Nassau-Weilburg (1664-1719) | Johan Ernst van Nassau-Weilburg (1664-1719) | Johan Ernst van Nassau-Weilburg (1664-1719)  | Johan Ernst van Nassau-Weilburg (1664-1719)  | Maria Polyxena van Leiningen-Dachsburg-Hartenburg (1662-1725) | Maria Polyxena van Leiningen-Dachsburg-Hartenburg (1662-1725) | Maria Polyxena van Leiningen-Dachsburg-Hartenburg (1662-1725) | Maria Polyxena van Leiningen-Dachsburg-Hartenburg (1662-1725) | Maria Polyxena van Leiningen-Dachsburg-Hartenburg (1662-1725) | Maria Polyxena van Leiningen-Dachsburg-Hartenburg (1662-1725) |                                                  |                                                  | George August Samuel van Nassau-Idstein (1665-1721) | George August Samuel van Nassau-Idstein (1665-1721) | George August Samuel van Nassau-Idstein (1665-1721) | George August Samuel van Nassau-Idstein (1665-1721) | George August Samuel van Nassau-Idstein (1665-1721) | George August Samuel van Nassau-Idstein (1665-1721) | Henriette Dorothea van Oettingen-Oettingen (1672-1728) | Henriette Dorothea van Oettingen-Oettingen (1672-1728) | Henriette Dorothea van Oettingen-Oettingen (1672-1728) | Henriette Dorothea van Oettingen-Oettingen (1672-1728) | Henriette Dorothea van Oettingen-Oettingen (1672-1728) | Henriette Dorothea van Oettingen-Oettingen (1672-1728) |                                          |                                          | Johan Willem Friso van Nassau-Dietz (1687–1711) | Johan Willem Friso van Nassau-Dietz (1687–1711) | Johan Willem Friso van Nassau-Dietz (1687–1711) | Johan Willem Friso van Nassau-Dietz (1687–1711) | Johan Willem Friso van Nassau-Dietz (1687–1711) | Johan Willem Friso van Nassau-Dietz (1687–1711) | Maria Louise van Hessen-Kassel (1688-1765) | Maria Louise van Hessen-Kassel (1688-1765) | Maria Louise van Hessen-Kassel (1688-1765) | Maria Louise van Hessen-Kassel (1688-1765) | Maria Louise van Hessen-Kassel (1688-1765) | Maria Louise van Hessen-Kassel (1688-1765) |                                           |                                           | George II van Groot-Brittannië (1683-1760) | George II van Groot-Brittannië (1683-1760) | George II van Groot-Brittannië (1683-1760) | George II van Groot-Brittannië (1683-1760) | George II van Groot-Brittannië (1683-1760) | George II van Groot-Brittannië (1683-1760) | Caroline van Brandenburg-Ansbach (1683-1737)     | Caroline van Brandenburg-Ansbach (1683-1737)     | Caroline van Brandenburg-Ansbach (1683-1737)     | Caroline van Brandenburg-Ansbach (1683-1737)     | Caroline van Brandenburg-Ansbach (1683-1737)     | Caroline van Brandenburg-Ansbach (1683-1737)     |  |  |  |  |  |  |  |  |  |  |  |  |  |  |  |  |  |  |  |  |  |  |  |  |  |  |  |  |  |  |  |  |  |  |  |  |  |  |  |  |  |  |  |  |  |  |  |  |
| Johan Ernst van Nassau-Weilburg (1664-1719) | Johan Ernst van Nassau-Weilburg (1664-1719) | Johan Ernst van Nassau-Weilburg (1664-1719) | Johan Ernst van Nassau-Weilburg (1664-1719) | Johan Ernst van Nassau-Weilburg (1664-1719)  | Johan Ernst van Nassau-Weilburg (1664-1719)  | Maria Polyxena van Leiningen-Dachsburg-Hartenburg (1662-1725) | Maria Polyxena van Leiningen-Dachsburg-Hartenburg (1662-1725) | Maria Polyxena van Leiningen-Dachsburg-Hartenburg (1662-1725) | Maria Polyxena van Leiningen-Dachsburg-Hartenburg (1662-1725) | Maria Polyxena van Leiningen-Dachsburg-Hartenburg (1662-1725) | Maria Polyxena van Leiningen-Dachsburg-Hartenburg (1662-1725) |                                                  |                                                  | George August Samuel van Nassau-Idstein (1665-1721) | George August Samuel van Nassau-Idstein (1665-1721) | George August Samuel van Nassau-Idstein (1665-1721) | George August Samuel van Nassau-Idstein (1665-1721) | George August Samuel van Nassau-Idstein (1665-1721) | George August Samuel van Nassau-Idstein (1665-1721) | Henriette Dorothea van Oettingen-Oettingen (1672-1728) | Henriette Dorothea van Oettingen-Oettingen (1672-1728) | Henriette Dorothea van Oettingen-Oettingen (1672-1728) | Henriette Dorothea van Oettingen-Oettingen (1672-1728) | Henriette Dorothea van Oettingen-Oettingen (1672-1728) | Henriette Dorothea van Oettingen-Oettingen (1672-1728) |                                          |                                          | Johan Willem Friso van Nassau-Dietz (1687–1711) | Johan Willem Friso van Nassau-Dietz (1687–1711) | Johan Willem Friso van Nassau-Dietz (1687–1711) | Johan Willem Friso van Nassau-Dietz (1687–1711) | Johan Willem Friso van Nassau-Dietz (1687–1711) | Johan Willem Friso van Nassau-Dietz (1687–1711) | Maria Louise van Hessen-Kassel (1688-1765) | Maria Louise van Hessen-Kassel (1688-1765) | Maria Louise van Hessen-Kassel (1688-1765) | Maria Louise van Hessen-Kassel (1688-1765) | Maria Louise van Hessen-Kassel (1688-1765) | Maria Louise van Hessen-Kassel (1688-1765) |                                           |                                           | George II van Groot-Brittannië (1683-1760) | George II van Groot-Brittannië (1683-1760) | George II van Groot-Brittannië (1683-1760) | George II van Groot-Brittannië (1683-1760) | George II van Groot-Brittannië (1683-1760) | George II van Groot-Brittannië (1683-1760) | Caroline van Brandenburg-Ansbach (1683-1737)     | Caroline van Brandenburg-Ansbach (1683-1737)     | Caroline van Brandenburg-Ansbach (1683-1737)     | Caroline van Brandenburg-Ansbach (1683-1737)     | Caroline van Brandenburg-Ansbach (1683-1737)     | Caroline van Brandenburg-Ansbach (1683-1737)     |  |  |  |  |  |  |  |  |  |  |  |  |  |  |  |  |  |  |  |  |  |  |  |  |  |  |  |  |  |  |  |  |  |  |  |  |  |  |  |  |  |  |  |  |  |  |  |  |
|                                             |                                             |                                             |                                             |                                              |                                              |                                                               |                                                               |                                                               |                                                               |                                                               |                                                               |                                                  |                                                  |                                                     |                                                     |                                                     |                                                     |                                                     |                                                     |                                                        |                                                        |                                                        |                                                        |                                                        |                                                        |                                          |                                          |                                                 |                                                 |                                                 |                                                 |                                                 |                                                 |                                            |                                            |                                            |                                            |                                            |                                            |                                           |                                           |                                            |                                            |                                            |                                            |                                            |                                            |                                                  |                                                  |                                                  |                                                  |                                                  |                                                  |  |  |  |  |  |  |  |  |  |  |  |  |  |  |  |  |  |  |  |  |  |  |  |  |  |  |  |  |  |  |  |  |  |  |  |  |  |  |  |  |  |  |  |  |  |  |  |  |
|                                             |                                             |                                             |                                             | Karel August van Nassau-Weilburg (1685-1753) | Karel August van Nassau-Weilburg (1685-1753) | Karel August van Nassau-Weilburg (1685-1753)                  | Karel August van Nassau-Weilburg (1685-1753)                  | Karel August van Nassau-Weilburg (1685-1753)                  | Karel August van Nassau-Weilburg (1685-1753)                  |                                                               |                                                               |                                                  |                                                  |                                                     |                                                     | Augusta Frederica van Nassau-Idstein (1699–1750)    | Augusta Frederica van Nassau-Idstein (1699–1750)    | Augusta Frederica van Nassau-Idstein (1699–1750)    | Augusta Frederica van Nassau-Idstein (1699–1750)    | Augusta Frederica van Nassau-Idstein (1699–1750)       | Augusta Frederica van Nassau-Idstein (1699–1750)       |                                                        |                                                        |                                                        |                                                        |                                          |                                          |                                                 |                                                 |                                                 |                                                 | Willem IV van Oranje-Nassau (1711-1751)         | Willem IV van Oranje-Nassau (1711-1751)         | Willem IV van Oranje-Nassau (1711-1751)    | Willem IV van Oranje-Nassau (1711-1751)    | Willem IV van Oranje-Nassau (1711-1751)    | Willem IV van Oranje-Nassau (1711-1751)    |                                            |                                            |                                           |                                           |                                            |                                            | Anna van Hannover (1709-1759)              | Anna van Hannover (1709-1759)              | Anna van Hannover (1709-1759)              | Anna van Hannover (1709-1759)              | Anna van Hannover (1709-1759)                    | Anna van Hannover (1709-1759)                    |                                                  |                                                  |                                                  |                                                  |  |  |  |  |  |  |  |  |  |  |  |  |  |  |  |  |  |  |  |  |  |  |  |  |  |  |  |  |  |  |  |  |  |  |  |  |  |  |  |  |  |  |  |  |  |  |  |  |
|                                             |                                             |                                             |                                             | Karel August van Nassau-Weilburg (1685-1753) | Karel August van Nassau-Weilburg (1685-1753) | Karel August van Nassau-Weilburg (1685-1753)                  | Karel August van Nassau-Weilburg (1685-1753)                  | Karel August van Nassau-Weilburg (1685-1753)                  | Karel August van Nassau-Weilburg (1685-1753)                  |                                                               |                                                               |                                                  |                                                  |                                                     |                                                     | Augusta Frederica van Nassau-Idstein (1699–1750)    | Augusta Frederica van Nassau-Idstein (1699–1750)    | Augusta Frederica van Nassau-Idstein (1699–1750)    | Augusta Frederica van Nassau-Idstein (1699–1750)    | Augusta Frederica van Nassau-Idstein (1699–1750)       | Augusta Frederica van Nassau-Idstein (1699–1750)       |                                                        |                                                        |                                                        |                                                        |                                          |                                          |                                                 |                                                 |                                                 |                                                 | Willem IV van Oranje-Nassau (1711-1751)         | Willem IV van Oranje-Nassau (1711-1751)         | Willem IV van Oranje-Nassau (1711-1751)    | Willem IV van Oranje-Nassau (1711-1751)    | Willem IV van Oranje-Nassau (1711-1751)    | Willem IV van Oranje-Nassau (1711-1751)    |                                            |                                            |                                           |                                           |                                            |                                            | Anna van Hannover (1709-1759)              | Anna van Hannover (1709-1759)              | Anna van Hannover (1709-1759)              | Anna van Hannover (1709-1759)              | Anna van Hannover (1709-1759)                    | Anna van Hannover (1709-1759)                    |                                                  |                                                  |                                                  |                                                  |  |  |  |  |  |  |  |  |  |  |  |  |  |  |  |  |  |  |  |  |  |  |  |  |  |  |  |  |  |  |  |  |  |  |  |  |  |  |  |  |  |  |  |  |  |  |  |  |
|                                             |                                             |                                             |                                             |                                              |                                              |                                                               |                                                               |                                                               |                                                               | Karel Christiaan van Nassau-Weilburg (1735-1788)              | Karel Christiaan van Nassau-Weilburg (1735-1788)              | Karel Christiaan van Nassau-Weilburg (1735-1788) | Karel Christiaan van Nassau-Weilburg (1735-1788) | Karel Christiaan van Nassau-Weilburg (1735-1788)    | Karel Christiaan van Nassau-Weilburg (1735-1788)    |                                                     |                                                     |                                                     |                                                     |                                                        |                                                        |                                                        |                                                        |                                                        |                                                        |                                          |                                          |                                                 |                                                 |                                                 |                                                 |                                                 |                                                 |                                            |                                            |                                            |                                            | Carolina van Oranje-Nassau (1743–1787)     | Carolina van Oranje-Nassau (1743–1787)     | Carolina van Oranje-Nassau (1743–1787)    | Carolina van Oranje-Nassau (1743–1787)    | Carolina van Oranje-Nassau (1743–1787)     | Carolina van Oranje-Nassau (1743–1787)     |                                            |                                            |                                            |                                            |                                                  |                                                  |                                                  |                                                  |                                                  |                                                  |  |  |  |  |  |  |  |  |  |  |  |  |  |  |  |  |  |  |  |  |  |  |  |  |  |  |  |  |  |  |  |  |  |  |  |  |  |  |  |  |  |  |  |  |  |  |  |  |
|                                             |                                             |                                             |                                             |                                              |                                              |                                                               |                                                               |                                                               |                                                               | Karel Christiaan van Nassau-Weilburg (1735-1788)              | Karel Christiaan van Nassau-Weilburg (1735-1788)              | Karel Christiaan van Nassau-Weilburg (1735-1788) | Karel Christiaan van Nassau-Weilburg (1735-1788) | Karel Christiaan van Nassau-Weilburg (1735-1788)    | Karel Christiaan van Nassau-Weilburg (1735-1788)    |                                                     |                                                     |                                                     |                                                     |                                                        |                                                        |                                                        |                                                        |                                                        |                                                        |                                          |                                          |                                                 |                                                 |                                                 |                                                 |                                                 |                                                 |                                            |                                            |                                            |                                            | Carolina van Oranje-Nassau (1743–1787)     | Carolina van Oranje-Nassau (1743–1787)     | Carolina van Oranje-Nassau (1743–1787)    | Carolina van Oranje-Nassau (1743–1787)    | Carolina van Oranje-Nassau (1743–1787)     | Carolina van Oranje-Nassau (1743–1787)     |                                            |                                            |                                            |                                            |                                                  |                                                  |                                                  |                                                  |                                                  |                                                  |  |  |  |  |  |  |  |  |  |  |  |  |  |  |  |  |  |  |  |  |  |  |  |  |  |  |  |  |  |  |  |  |  |  |  |  |  |  |  |  |  |  |  |  |  |  |  |  |
|                                             |                                             |                                             |                                             |                                              |                                              |                                                               |                                                               |                                                               |                                                               |                                                               |                                                               |                                                  |                                                  |                                                     |                                                     |                                                     |                                                     |                                                     |                                                     |                                                        |                                                        |                                                        |                                                        |                                                        |                                                        |                                          |                                          |                                                 |                                                 |                                                 |                                                 |                                                 |                                                 |                                            |                                            |                                            |                                            |                                            |                                            |                                           |                                           |                                            |                                            |                                            |                                            |                                            |                                            |                                                  |                                                  |                                                  |                                                  |                                                  |                                                  |  |  |  |  |  |  |  |  |  |  |  |  |  |  |  |  |  |  |  |  |  |  |  |  |  |  |  |  |  |  |  |  |  |  |  |  |  |  |  |  |  |  |  |  |  |  |  |  |
|                                             |                                             |                                             |                                             |                                              |                                              |                                                               |                                                               |                                                               |                                                               |                                                               |                                                               |                                                  |                                                  |                                                     |                                                     |                                                     |                                                     |                                                     |                                                     |                                                        |                                                        |                                                        |                                                        |                                                        |                                                        |                                          |                                          |                                                 |                                                 |                                                 |                                                 |                                                 |                                                 |                                            |                                            |                                            |                                            |                                            |                                            |                                           |                                           |                                            |                                            |                                            |                                            |                                            |                                            |                                                  |                                                  |                                                  |                                                  |                                                  |                                                  |  |  |  |  |  |  |  |  |  |  |  |  |  |  |  |  |  |  |  |  |  |  |  |  |  |  |  |  |  |  |  |  |  |  |  |  |  |  |  |  |  |  |  |  |  |  |  |  |
| Maria van Nassau-Weilburg (1664-1802)       | Maria van Nassau-Weilburg (1664-1802)       | Maria van Nassau-Weilburg (1664-1802)       | Maria van Nassau-Weilburg (1664-1802)       | Maria van Nassau-Weilburg (1664-1802)        | Maria van Nassau-Weilburg (1664-1802)        |                                                               |                                                               | Louise van Nassau-Weilburg (1765-1837)                        | Louise van Nassau-Weilburg (1765-1837)                        | Louise van Nassau-Weilburg (1765-1837)                        | Louise van Nassau-Weilburg (1765-1837)                        | Louise van Nassau-Weilburg (1765-1837)           | Louise van Nassau-Weilburg (1765-1837)           |                                                     |                                                     | Frederik Willem van Nassau-Weilburg (1768-1816)     | Frederik Willem van Nassau-Weilburg (1768-1816)     | Frederik Willem van Nassau-Weilburg (1768-1816)     | Frederik Willem van Nassau-Weilburg (1768-1816)     | Frederik Willem van Nassau-Weilburg (1768-1816)        | Frederik Willem van Nassau-Weilburg (1768-1816)        |                                                        |                                                        | Carolina van Nassau-Weilburg (1770-1828)               | Carolina van Nassau-Weilburg (1770-1828)               | Carolina van Nassau-Weilburg (1770-1828) | Carolina van Nassau-Weilburg (1770-1828) | Carolina van Nassau-Weilburg (1770-1828)        | Carolina van Nassau-Weilburg (1770-1828)        |                                                 |                                                 | Karel van Nassau-Weilburg (1775-1807)           | Karel van Nassau-Weilburg (1775-1807)           | Karel van Nassau-Weilburg (1775-1807)      | Karel van Nassau-Weilburg (1775-1807)      | Karel van Nassau-Weilburg (1775-1807)      | Karel van Nassau-Weilburg (1775-1807)      |                                            |                                            | Henriëtte van Nassau-Weilburg (1780-1857) | Henriëtte van Nassau-Weilburg (1780-1857) | Henriëtte van Nassau-Weilburg (1780-1857)  | Henriëtte van Nassau-Weilburg (1780-1857)  | Henriëtte van Nassau-Weilburg (1780-1857)  | Henriëtte van Nassau-Weilburg (1780-1857)  |                                            |                                            | ... + nog 1 zusters en 8 jong overleden kinderen | ... + nog 1 zusters en 8 jong overleden kinderen | ... + nog 1 zusters en 8 jong overleden kinderen | ... + nog 1 zusters en 8 jong overleden kinderen | ... + nog 1 zusters en 8 jong overleden kinderen | ... + nog 1 zusters en 8 jong overleden kinderen |  |  |  |  |  |  |  |  |  |  |  |  |  |  |  |  |  |  |  |  |  |  |  |  |  |  |  |  |  |  |  |  |  |  |  |  |  |  |  |  |  |  |  |  |  |  |  |  |